# Deyang (stad)
Deyang is een prefectuurstad in de provincie Sichuan in China. De prefectuur telt 3.456.161 inwoners. De stad zelf heeft 608.859 inwoners. Het is een industriestad met voornamelijk staalindustrie. 

## Geografie
Deyang is verdeeld in:
- één district Jingyang District (旌阳区)
- drie arrondissementsteden
  - Shifang (什邡市)
  - Guanghan (广汉市)
  - Mianzhu (绵竹市)
- en twee arrondissementen
  - Luojiang (罗江县)
  - Zhongjiang (中江县)